# Федеральное агентство специального строительства
Федеральное агентство специального строительства (Спецстрой России) — федеральный орган исполнительной власти Российской Федерации, осуществлявший в интересах обороны и безопасности государства организацию работ в области специального строительства, связи и дорожного строительства силами инженерно-технических и дорожно-строительных воинских формирований, находившихся в его подчинении.
Спецстрой находился в ве́дении Минобороны России. Руководство деятельностью Спецстроя осуществляет Президент Российской Федерации.
Код номерных знаков транспортных средств Федерального агентства специального строительства — 09.

## История

### СССР
31 марта 1951 года Постановлением Совета министров СССР № 1032-518сс/оп, с целью создания системы ПВО «Беркут» вокруг Москвы, на основе Главного управления лагерей промышленного строительства (Главпромстроя) Министерства внутренних дел СССР создано Строительное управление № 565 (СУ № 565) МВД СССР — эта дата считается днём рождения Спецстроя России.
16 марта 1953 года Постановлением СМ СССР № 697-355сс/оп Строительное управление № 565 было передано из МВД СССР в состав 3-го главного управления при СМ СССР, а затем после слияния последнего с 1-м главным управлением 26 июля 1953 года — в состав Министерства среднего машиностроения СССР.
13 июля 1953 года СУ № 565 было преобразовано в Главное управление специального строительства (Главспецстрой) с присоединением специализированных управлений из состава бывших 1-го и 3-го главков при СМ СССР. На момент формирования новая структура состояла из 14 строительно-монтажных управлений, 10 отдельных строительных участков и 5 промышленных предприятий различного профиля. Целью создания стало решение задач по строительству отдельных особо важных оборонных объектов. В октябре 1953 года в составе Главспецстроя было организовано Ленинградское управление для строительства спецобъектов системы ПВО, в марте 1954 года была поставлена задача строительства с ноля площадки ГИПХ (боле 300 научных и производственных корпусов на 200 гектарах) и посёлка Кузьмоловский на 10 000 человек.
Общая численность сотрудников Главспецстроя в этот период составляла: 42 тысячи военных строителей и 50 тысяч спецконтингента — заключённых исправительно-трудовых учреждений.
В соответствии с Постановлением Совмина СССР № 408-178сс от 10 марта 1954 года, совместным Приказом Министра среднего машиностроения СССР и МВД СССР № 265сс/00217 от 16 марта 1954 года Главспецстрой вновь передаётся из ведения Министерства среднего машиностроения в ведение МВД СССР.
С 1955 года масштаб деятельности Главспецстроя расширился — в различных регионах им осуществлялось строительство объектов космической инфраструктуры, к которым относятся Центр управления полетами (ЦУП) в г. Королёве Московской области, завод «Энергомаш» в г. Химки, завод «Прогресс» в г. Куйбышев, испытательные стенды в г. Верхняя Салда и многие другие.
08 мая 1956 года Постановлением СМ СССР № 600-355сс Главспецстрой окончательно был выведен из состава МВД СССР и в дальнейшем входил в состав различных министерств и ведомств Советского Союза: до 25 июня 1956 года — в состав Минстроя СССР, затем с 25 июня 1956 года — Минстроя РСФСР, с 23 января 1963 года — Минмонтажспецстроя РСФСР, с 13 марта 1963 года — Госмонтажспецстроя СССР, со 2 октября 1965 года — Минмонтажспецстроя СССР. В последний год существования СССР: с  05 сентября 1990 года — Главспецстрой при Совмине СССР, с 28 ноября 1991 года — Главспецстрой РСФСР (как ведомство на правах госкомитета РСФСР).
Главспецстрой также осуществлял строительство объектов авиационной промышленности. С 1970 года строители Северодвинского управления Главспецстроя участвовали в создании производственных мощностей по строительству и ремонту атомных подводных лодок.
Обладая собственной мощной стройиндустрией, Главспецстрой год за годом осваивал выпуск новых серий жилых домов. Им было построено и сдано более 17 миллионов квадратных метров благоустроенного жилья, было осуществлено строительство различных по назначению объектов соцкультбыта, в том числе — уникального велотрека в Крылатском.

#### Структуры, впоследствии вошедшие в Спецстрой
Дальспецстрой
Постановлением ЦК КПСС и Совета министров СССР № 1040 от 23 ноября 1979 года в составе Министерства строительства в восточных районах СССР (Минвостокстроя СССР) создаётся Главное управление специального строительства в районах Дальнего Востока и Забайкалья (Главспецдальстрой). В 1980-е годы при участии военных строителей Главспецдальстроя в различных регионах Дальнего Востока и Забайкалья были возведены десятки объектов оборонных отраслей промышленности общей площадью 250 тысяч квадратных метров, объекты социальной сферы, коммунального хозяйства и жилья.
В целях выполнения Постановления СМ СССР № 503 от 21 апреля 1988 года, Приказом Министра строительства в восточных районах СССР № 011 от 04 августа 1988 года на базе Главспецдальстроя в Хабаровске было создано Управление специального строительства по территории| (УССТ) № 7 «Дальспецстрой». В 1990 году, в связи с упразднением Минвостокстроя СССР, Постановлением Совета министров РСФСР от 11 августа 1990 года № 289 был образован Российский государственный концерн по строительству в восточных районах РСФСР (Росвостокстрой), в ведение которого с 1 января 1991 года был передан «Дальспецстрой». Впоследствии — уже в федеральный период, в соответствии с Постановлением Правительства РФ от 25 марта 1993 года № 248 и Приказом Председателя Госстроя России от 06 апреля 1993 года № 17-24, «Дальспецстрой» был реорганизован в Федеральное специализированное управление по строительству в восточных районах Российской Федерации при Государственном комитете Российской Федерации по вопросам архитектуры и строительства (ФСУ «Дальспецстрой» при Госстрое России).
ГВЭВУ
В соответствии с Постановлением Совета народных комиссаров СССР от 13 февраля 1942 года № 187-102с в составе Народного комиссариата связи было сформировано Военно-восстановительное управление (ВВУ) с целью осуществления руководства всеми воинскими частями по восстановлению, ремонту и строительству линейно-кабельных сооружений, телефонно-телеграфных и радиотрансляционных узлов, радиостанций и почтовых предприятий на территории, освобождённой от немецких оккупантов. Приказом Министра связи Российской Федерации № 425 от 25 декабря 1991 года Военно-восстановительное управление переименовано в Главное военное эксплуатационно-восстановительное управление Министерства связи Российской Федерации (ГВЭВУ Минсвязи России).
ФДСУ
19 февраля 1988 года Постановлением ЦК КПСС и Совета министров СССР № 272 было создано Центральное дорожно-строительное управление Министерства обороны СССР (ЦДСУ МО СССР) для строительства автомобильных дорог общего пользования и для внутрихозяйственных нужд в рамках программы «Дороги Нечерноземья». За период с 1988 по 1992 годы им было построено более двух тысяч километров автомобильных дорог. В федеральный период Указом Президента Российской Федерации от 8 декабря 1992 года № 1550 оно было реорганизовано в Федеральное дорожно-строительное управление при Министерстве обороны Российской Федерации (ФДСУ при Минобороны России).

### Российская Федерация
После распада СССР и образования Российской Федерации 25 декабря 1991 года, Главспецстрой РСФСР соответствующе сменил название на Главное управление специального строительства Российской Федерации (Главспецстрой России), но уже 30 сентября 1992 года Указом Президента России № 1148 Главспецстрой России преобразуется в Федеральное управление специального строительства при Правительстве Российской Федерации (ФУСС России).
16 июля 1997 года на основе ФУСС России, ФСУ «Дальспецстрой» при Госстрое России, ГВЭВУ Госкомсвязи России, а также Центрального управления военно-строительных частей при Минатоме России была образована Федеральная служба специального строительства России (Росспецстрой), объединившая вышеназванные учреждения, включая все воинские формирования, входящие в их состав. Организационными нормативно-правовыми актами, для осуществления деятельности в сфере специального и дорожного строительства, эксплуатации, восстановления и строительства сетей электросвязи, в составе вновь образованного федерального органа исполнительной власти утверждалась структура инженерно-технических и дорожно-строительных воинских формирований, а также их органов управления.
06 октября 1997 года в Росспецстрой вошло ФДСУ при Минобороны России со всеми воинскими частями, организациями и их органами управления, ранее ему подчинявшимися. Этими же организационно-штатными мероприятиями была установлена штатная численность военнослужащих Росспецстроя в количестве 20 тыс. единиц, и штатная численность военнослужащих центрального аппарата Росспецстроя в количестве 230 единиц (без учёта персонала по охране и обслуживанию зданий).

Центральный аппарат Федеральной службы специального строительства России:
- Департамент оперативного управления;
- Департамент строительства и промышленности;
- Департамент дорожного строительства;
- Департамент тыла и обеспечения строительства;
- Департамент эксплуатации и восстановления связи;
- Департамент кадров;
- Управление делами;
- Управление инспекции;
- Управление бухгалтерского учёта и отчётности;
- Финансовое управление;
- Экономическое управление;
- самостоятельные отделы.

Инженерно-технические воинские формирования:
- военно-инженерные технические формирования специального строительства [военно-инженерные технические управления, инженерно-технические полки и другие инженерно-технические воинские части (подразделения)];
- военно-инженерные технические формирования связи [инженерно-технические узлы и другие инженерно-технические воинские части (подразделения)];
- военные образовательные учреждения профессионального образования;
- медицинские, научные и другие организации.

Дорожно-строительные воинские формирования:
- военные управления дорожного строительства, линейные дорожно-строительные управления, управления дорожно-строительных работ, дорожно-строительные полки и другие дорожно-строительные воинские части (подразделения);
- военные образовательные учреждения профессионального образования;
- медицинские, научные и другие организации.

Организации специального строительства:
- управления строительства;
- строительные, дорожные и специализированные управления;
- ремонтные, ремонтно-механические и механические заводы, заводы по производству строительной продукции;
- специализированные комбинаты, комбинаты промышленных и производственных предприятий;
- проектно-конструкторские и технологические институты;
- другие организации.

Органы управления:
- управления специального строительства по территориям;
- Военное эксплуатационно-восстановительное управление связи;
- Военное дорожно-строительное управление.

— Состав Федеральной службы специального строительства России и Структура центрального аппарата Федеральной службы специального строительства России
Военно-строительные части, не включённые в структуру Росспецстроя, передаются в состав Министерства обороны, либо расформировываются.

#### Первое упразднение
30 апреля 1998 года, в связи с формированием новой структуры федеральных органов исполнительной власти, Росспецстрой был упразднён в соответствии с Указом Президента Российской Федерации № 483, а подчинённые ему воинские формирования передаются в состав ФАПСИ и Минобороны России. Распоряжением Правительства России от 11 мая 1998 года № 499-р для ликвидационной комиссии упраздняемого Росспецстроя первоначально был утверждён 3-месячный срок для завершения всех ликвидационных мероприятий по ведомству, который затем был продлён до 01 января 1999 года, а впоследствии — до 01 апреля 1999 года.

#### Воссоздание
Менее чем через год — 04 февраля 1999 года, на основе упразднённого Росспецстроя, по которому на тот период всё ещё шли ликвидационные мероприятия, Указом Президента Российской Федерации № 174 при Государственном комитете Российской Федерации по строительной, архитектурной и жилищной политике (Госстрое России) вновь воссоздаётся структура для ведения деятельности в сфере специального строительства — Федеральное управление специального строительства при Государственном комитете Российской Федерации по строительной, архитектурной и жилищной политике (Спецстрой России). Этим же Указом в его состав возвращены все воинские формирования, ранее переданные в ФАПСИ и Минобороны России при расформировании Росспецстроя. Устанавливается штатная численность военнослужащих Спецстроя России в количестве 9,5 тыс. единиц, и штатная численность военнослужащих центрального аппарата Спецстроя в количестве 120 единиц (без учёта персонала по охране и обслуживанию зданий).
Через полгода, 27 августа 1999 года Федеральное управление специального строительства при Госстрое России вновь подвергается преобразованию, становясь федеральным органом исполнительной власти, подчинённым Правительству России — Федеральной службой специального строительства при Правительстве Российской Федерации (Спецстроем России).
Менее чем через год — 17 мая 2000 года, вновь образованную федеральную службу переподчиняют непосредственно Президенту России — теперь это Федеральная служба специального строительства Российской Федерации (Спецстрой России). Увеличивается штатная численность военнослужащих Спецстроя России, теперь ставшая равной 14,7 тыс. единиц, штатная численность военнослужащих центрального аппарата Спецстроя соответственно увеличивается до 160 единиц (без учёта персонала по охране и обслуживанию зданий).

Центральный аппарат Федеральной службы специального строительства Российской Федерации.
Инженерно-технические воинские формирования:
- управления специального строительства по территориям;
- управления специального строительства;
- Военное эксплуатационно-восстановительное управление связи;
- инженерно-технические воинские части (подразделения), военные образовательные учреждения профессионального образования, медицинские, научные и другие организации.

Дорожно-строительные воинские формирования:
- военные управления дорожного строительства;
- территориальные и линейные дорожно-строительные управления;
- дорожно-строительные воинские части (подразделения), военные образовательные учреждения профессионального образования, медицинские, научные и другие организации.

Организации специального строительства.
— Структура и состав Федеральной службы специального строительства Российской Федерации
9 марта 2004 года Федеральная служба специального строительства Российской Федерации была переименована в Федеральное агентство специального строительства (Спецстрой России). Положение об Агентстве утверждено Указом Президента Российской Федерации от 16 августа 2004 года № 1084. Также утверждаются «Структура и состав Агентства»:

Центральный аппарат Федерального агентства специального строительства:
- Центральное производственно-распорядительное управление;
- штаб;
- управления;
- самостоятельные отделы и службы.

Инженерно-технические воинские формирования:
- Главное управление специального строительства по территории Дальневосточного федерального округа;
- Главное управление специального строительства по территории Северо-Западного федерального округа;
- Главное управление специального строительства по территории Приволжского федерального округа;
- управления специального строительства по территориям;
- Военное эксплуатационно-восстановительное управление связи;
- управления строительной промышленности;
- военно-инженерные технические управления;
- строительные и специализированные управления;
- инженерно-технические воинские части (подразделения);
- организации;
- Военно-технический университет;
- Медицинский центр.

Дорожно-строительные воинские формирования:
- военные управления дорожного строительства;
- управления дорожно-строительных работ;
- дорожно-строительные воинские части;
- организации.

— Структура и состав Федерального агентства специального строительства (исходная редакция)
Этим же Положением была установлена штатная численность военнослужащих воинских формирований, входящих в состав Спецстроя России: в количестве 18,2 тыс. единиц, в том числе штатная численность военнослужащих центрального аппарата Спецстроя в количестве 160 единиц [предельная численность — 295 единиц] (без учёта персонала по охране и обслуживанию зданий).
19 января 2005 года согласно Распоряжению Правительства Российской Федерации № 38-р началось частичное расформирование военно-строительных органов управления и подчинённых им военно-строительных частей, входящих в состав Министерства обороны, а также некоторых военно-строительных органов управления Спецстроя России (военно-строительные части входившие в состав других министерств и ведомств России был расформированы ещё в 1990-х годах, либо переведены в состав Росспецстроя при их слиянии в тот же период). Оставшиеся военно-строительные органы управления Минобороны (включая подчинённые им военно-строительные части), не попавшие в перечень ликвидируемых, в соответствии с данным Распоряжением передавались в состав Спецстроя России путём реорганизации в ведомственные Федеральные государственные унитарные предприятия (ФГУПы) и Федеральные государственные учреждения (ФГУ).
В 2006 году тогдашним Министром обороны Российской Федерации Сергеем Ивановым было объявлено, что до конца того же года процессы ликвидации и передачи военно-строительных органов управления и подчинённых им военно-строительных частей Спецстрою завершатся, в связи с чем «стройбатов» в составе Минобороны не останется.
В результате всех реорганизаций 2005—2007 годов, «Перечень ФГУПов и ФГУ находящихся в ведении Спецстроя России» на конец 2007 года представлял собой следующий состав:

1. Главное управление специального строительства по территории Северо-Западного федерального округа;
2. Главное управление специального строительства по территории Приволжского федерального округа;
3. Главное управление специального строительства по территории Дальневосточного федерального округа;
4. Управление специального строительства по территории № 1;
5. Управление специального строительства по территории № 2;
6. Управление специального строительства по территории № 4;
7. Управление специального строительства по территории № 6;
8. Управление специального строительства по территории № 8;
9. Управление специального строительства по территории № 9;
10. Управление специального строительства по территории № 10;
11. Управление дорожного строительства № 1;
12. Управление дорожного строительства № 3;
13. Управление дорожного строительства № 4;
14. Управление дорожного строительства № 5;
15. Управление специального строительства № 5;
16. Управление специального строительства № 780;
17. Управление строительства № 4;
18. Управление промышленных предприятий;
19. Центральное проектное объединение;
20. ОПП «Спецстройсервис»;
21. Спецстройконтракт;
22. Инстрой;
23. Карьер «Ранта-Мяки»;
24. Санаторий «Можайский»;
25. Спецстрой «Нагорный»;
26. Спецстрой «Живописная»;
27. Спецстрой «Щукино»;
28. Строительное управление № 103;
29. Строительное управление № 104;
30. Строительное управление № 106;
31. Управление производства и материального обеспечения № 107;
32. Управление механизации и автотранспорта № 108;
33. Строительное управление № 110;
34. Управление производственно-технологической комплектации № 114;
35. Управление механизации «Тушино»;
36. Головной центр компьютеризации и сертификации;
37. Юридическое консультационное агентство «ЮКА-СТРОЙ»;
38. Строительное управление № 202;
39. Строительное управление № 204;
40. Строительное управление № 209;
41. Строительное управление № 211;
42. Управление механизации № 213;
43. Управление специального строительства № 32;
44. Строительное управление № 301;
45. Проектное конструкторско-технологическое строительное управление;
46. Строительное управление № 303;
47. Строительное управление отделочных работ № 305;
48. Комбинат промышленной продукции № 307;
49. Управление специального строительства в районах Крайнего Севера УСС «Северспецстрой»;
50. Управление специального строительства № 31;
51. Управление специального строительства № 33;
52. Управление специального строительства № 34;
53. Строительно-монтажное управление № 407;
54. Дом отдыха «Дорожник»;
55. Строительно-монтажное управление № 401;
56. Строительно-монтажное управление № 402;
57. Строительное управление № 404;
58. Комбинат строительных изделий № 405;
59. Завод железобетонных конструкций № 409;
60. Автотранспортное управление № 500;
61. Строительное управление № 501;
62. Строительное управление № 502;
63. Строительное управление № 503;
64. Строительное управление № 504;
65. Строительное управление № 505;
66. Строительное управление № 506;
67. Строительное управление № 507;
68. Строительное управление № 508;
69. Завод железобетонных изделий и конструкций № 509;
70. Управление механизированных работ № 510;
71. Управление специализированных работ № 511;
72. Строительное управление № 522;
73. Строительное управление № 514;
74. Управление производственно-технологической комплектации № 515;
75. Автотранспортное предприятие № 516;
76. Автотранспортное предприятие № 517;
77. Управление механизированных работ № 518;
78. Строительное управление № 603;
79. Строительное управление № 607;
80. Строительное управление № 608;
81. Строительное управление № 609;
82. Строительное управление № 612;
83. Строительное управление № 613;
84. Строительное управление № 614;
85. Строительное управление № 615;
86. Строительное управление № 616;
87. Управление производственно-технологической комплектации № 600;
88. Управление специализированных работ № 602;
89. Управление дорожно-строительных работ № 922;
90. Управление строительства № 73;
91. Строительное управление № 701;
92. Строительное управление № 711;
93. Управление производственно-технологической комплектации № 715;
94. Строительное управление № 745;
95. Строительное управление № 753;
96. Строительное управление № 799;
97. Строительное управление № 702;
98. Благовещенскспецдорстрой № 901;
99. Белгородспецжилстрой № 902;
100. Востокспецдорстрой № 903;
101. Приморскспецдорстрой № 905;
102. Строительно-монтажное управление № 801;
103. Строительно-монтажное управление № 802;
104. Строительно-монтажное управление № 805;
105. Строительно-монтажное управление № 806;
106. Строительно-монтажное управление № 807;
107. Управление отделочных работ № 808;
108. Строительно-монтажное управление № 803;
109. Строительное управление № 804;
110. Домостроительный комбинат № 812;
111. Управление механизации и автотранспорта № 8;
112. Управление производственных предприятий № 8;
113. Управление строительства № 93;
114. Строительное управление № 2;
115. Строительное управление № 4;
116. Строительное управление № 5;
117. Строительное управление № 9;
118. Строительное управление № 10;
119. Домостроительный комбинат № 10;
120. Строительно-монтажное управление № 41;
121. Строительно-монтажное управление № 48;
122. Строительно-монтажное управление № 49;
123. Специальное управление по строительству объектов связи «Спецстройсвязь»;
124. Дмитровский экскаваторный завод;
125. Долгопрудненский комбинат строительных изделий;
126. Часцовский завод железобетонных изделий.

— Перечень федеральных государственных унитарных предприятий, основанных на праве хозяйственного ведения, и федеральных государственных учреждений, находящихся в ведении Спецстроя России

1. Федеральное государственное медицинское учреждение «Медицинский центр»;
2. Федеральное государственное образовательное учреждение «Военно-технический университет»;
3. Отдел капитального строительства № 900;
4. Военное эксплуатационно-восстановительное управление связи;
5. Инженерно-технический центр № 1;
6. Инженерно-технический центр № 2;
7. Учебный инженерно-технический центр;
8. Инженерно-технический узел № 3;
9. Инженерно-технический узел № 4;
10. Инженерно-технический узел № 1;
11. Инженерно-технический узел № 2;
12. Западный инженерно-технический узел;
13. Западный инженерно-технический центр;
14. Восточный инженерно-технический узел;
15. Инженерно-технический полк № 1;
16. Инженерно-технический полк № 2;
17. Инженерно-технический полк № 3;
18. Инженерно-технический полк № 4;
19. Инженерно-технический полк № 5;
20. Инженерно-технический батальон № 1;
21. Инженерно-технический батальон № 2;
22. Инженерно-технический батальон № 3;
23. Инженерно-технический батальон № 4;
24. Инженерно-технический батальон № 5;
25. Инженерно-технический батальон № 6;
26. Инженерно-технический батальон № 7;
27. Инженерно-технический батальон № 8;
28. Инженерно-технический батальон № 9;
29. Инженерно-техническая рота № 1.

— Перечень федеральных государственных унитарных предприятий, основанных на праве хозяйственного ведения, и федеральных государственных учреждений, находящихся в ведении Спецстроя России

#### Реформа
В конце 2010 года в Спецстрое России стартовала реформа, в ходе которой началось расформирование входящих в его состав инженерно-технических воинских формирований, в основном из числа осуществляющих деятельность в сфере строительства, восстановления и эксплуатации сетей электросвязи — военно-инженерных технических формирований связи.
В августе 2011 года Директор агентства Григорий Нагинский сообщил, что до конца того же года Агентство полностью отделится от Минобороны России, став самостоятельной строительной организацией. Более 3 тыс. военных строителей будут уволены в запас, либо получат назначения на гражданские должности. Он подчеркнул, что в Спецстрое не останется и солдат по призыву, которых заменят рабочие из «дружественных нам республик». Самыми крупными из строек станут завершающие стадии строительства Новороссийской военно-морской базы и космодрома «Восточный».
22 ноября 2011 года выходит Указ Президента России № 1526сс, согласно которому Военное эксплуатационно-восстановительное управление связи (ВЭВУС) при Спецстрое России, а также все оставшиеся нерасформированными военно-инженерные технические формирования связи (включая Военно-технический университет и Медицинский центр при Спецстрое России) предписывалось передать в состав Минобороны России. Этим же Указом вносятся коррективы в структуру и состав Спецстроя:

Центральный аппарат Федерального агентства специального строительства:
- Центральное производственно-распорядительное управление;
- штаб;
- управления;
- самостоятельные отделы и службы.

Инженерно-технические воинские формирования:
- Главное управление специального строительства по территории Дальневосточного федерального округа;
- Главное управление специального строительства по территории Северо-Западного федерального округа;
- Главное управление специального строительства по территории Приволжского федерального округа;
- управления специального строительства по территориям;
- управления строительной промышленности;
- военно-инженерные технические управления;
- строительные и специализированные управления;
- инженерно-технические воинские части (подразделения);
- организации.

Дорожно-строительные воинские формирования:
- военные управления дорожного строительства;
- управления дорожно-строительных работ;
- дорожно-строительные воинские части;
- организации.

— Структура и состав Федерального агентства специального строительства (редакция 2011 года)
Процесс ликвидация военно-инженерных технических формирований связи при Спецстрое продолжался как минимум до конца 2012 года — часть из них расформировывалась, другая часть передавалась в состав Министерства обороны.
К началу 2016 года штатная численность военнослужащих инженерно-технических воинских формирований (военно-инженерных технических формирований специального строительства, не подвергшихся расформированию, либо передаче в состав Минобороны), а также дорожно-строительных воинских формирований при Спецстрое России, согласно нормативно-правовым актам в последней редакции, составляла 17,2 тыс. единиц, штатная численность гражданского персонала данных воинских формирований — в количестве 5200 единиц, предельная численность федеральных государственных гражданских служащих центрального аппарата Спецстроя — в количестве 270 единиц (без учёта персонала по охране и обслуживанию зданий).

#### Второе упразднение
В ноябре 2016 годы было принято решение упразднить Спецстрой России, а его функции передать Минобороны России.
29 декабря 2016 года Президент Российской Федерации подписал Указ № 727 «Об упразднении Федерального агентства специального строительства», согласно которому до 01 июля 2017 года Спецстрой России прекращает свою самостоятельную деятельность. Распоряжением Правительства Российской Федерации от 14 февраля 2017 года № 259-р срок ликвидации Спецстроя России установлен до 1 октября 2017 года. Функции Спецстроя России, а также все инженерно-технические и дорожно-строительные воинские формирования, входящие в его состав, передаются Министерству обороны Российской Федерации, интегрируясь в структуру Военно-строительного комплекса Вооружённых Сил Российской Федерации, затем сменившего наименование на Военно-строительный комплекс Министерства обороны Российской Федерации (ВСК Минобороны России).
27 сентября 2017 года Федеральное агентство специального строительства (Спецстрой России) как юридическое лицо было ликвидировано. Указ Президента Российской Федерации от 18 октября 2019 года № 504 создана публично-правовая компания «Военно-строительная компания».

## Задачи
Основными задачами Спецстроя России являлись:
- строительство объектов специального и производственного назначения, обеспечивающих оборону и безопасность государства, правопорядок, а также обустройство войск, жилищное строительство и строительство объектов социальной инфраструктуры для Вооруженных Сил Российской Федерации (далее — ВС РФ), других войск, воинских формирований и органов, федеральных органов исполнительной власти, органов государственной власти субъектов Российской Федерации, органов местного самоуправления, общественных объединений и организаций в порядке, установленном законодательством Российской Федерации;
- строительство и реконструкция предприятий и организаций ядерного комплекса, предприятий по хранению и уничтожению химического и иных видов оружия массового поражения, а также других критически важных для государства объектов;
- техническое прикрытие и восстановление автомобильных и железных дорог оборонного значения, а также автомобильных и железных дорог общего пользования на территории Российской Федерации;
- строительство и капитальный ремонт в мирное и в военное время автомобильных дорог оборонного значения, а также автомобильных дорог общего пользования, осуществляемые в качестве подрядчика;
- прикрытие, повышение живучести, эксплуатация и восстановление единой сети электросвязи Российской Федерации для обеспечения обороны и безопасности государства;
- участие в восстановлении специальных объектов в районах, пострадавших в результате чрезвычайных ситуаций, аварий, катастроф и стихийных бедствий;
- строительство и восстановление объектов мобилизационного назначения для федеральных органов исполнительной власти, а также объектов оперативного оборудования территории Российской Федерации в целях обороны (далее — специальные объекты);
- обеспечение в пределах своих полномочий боевой и мобилизационной готовности воинских формирований;
- организация подготовки военнослужащих и гражданского персонала воинских формирований для решения задач специального и дорожного строительства, эксплуатации и восстановления единой сети электросвязи Российской Федерации.

## Флаг и эмблема агентства
После создания 17 мая 2000 года Федеральной службы специального строительства Российской Федерации, подчинённой непосредственно Президенту России и находящейся в ве́дении Минобороны России, Указом Президента Российской Федерации от 27 октября 2000 года № 1805 учреждаются флаг и эмблема Спецстроя России.
Указом Президента Российской Федерации № 1806 от 27 октября 2000 года Начальнику Спецстроя России было предоставлено право иметь личный штандарт, как персонифицированный знак различия, вручаемый Президентом России руководителю органа исполнительной власти. Согласно данному Указу, личный штандарт Начальника Спецстроя России был учреждён Приказом Начальника Спецстроя от 10 ноября 2000 года № 162.
В соответствии с Указом Президента Российской Федерации № 1805 от 27 октября 2000 года, Приказом Начальника Спецстроя России от 10 ноября 2000 года № 163 учреждаются:
- Нарукавный знак принадлежности военнослужащих к Спецстрою России — стилизованный щит чёрного цвета с жёлтым кантом и изображением развивающегося российского триколора, с золотистыми надписями «Россия» и «Спецстрой» (левый рукав);
- Нарукавный знак принадлежности военнослужащих к центральному аппарату Спецстроя России — тёмно-синий резной щит с белым кантом и полной эмблемой Спецстроя (правый рукав);
- Нарукавный знак принадлежности военнослужащих к инженерно-техническим и дорожно-строительным воинским формированиям при Спецстрое России — тёмно-синий круг с белым кантом и полной эмблемой Спецстроя (правый рукав).

27 марта 2001 года, после согласования с Генеральным штабом ВС РФ, Приказом Начальника Спецстроя России № 91 была утверждена петличная и погонная эмблема (знак различия по функциональному предназначению) для военнослужащих органов управления и воинских формирований (инженерно-технических и дорожно-строительных) при Спецстрое России, включающая в себя элементы полной эмблемы Спецстроя: бастион со скрещенными топорами, обрамленные двумя дубовыми ветвями.
27 января 2006 года Приказом Директора Спецстроя России № 27 «О нарукавных знаках различия в Федеральном агентстве специального строительства» для военнослужащих органов управления (управлений специального строительства по территориям, ВЭВУС и т. д.) и подчинённых им воинских формирований (включая ведомственное высшее военно-учебное заведение — ВТУ, а также Медицинский центр при Спецстрое России), вместо нарукавного знака принадлежности к Спецстрою (стилизованного щита с российским триколором, и надписями «Россия» и «Спецстрой») — утверждаются 15 нарукавных знаков различия по принадлежности к конкретным воинским формированиям при Спецстрое России (на левый рукав), основными элементами которых стали всё те же составные части полной эмблемы Спецстроя: бастион со скрещёнными топорами и автомобильная дорога.

## Руководители
1. Мальцев Михаил Митрофанович (1951—1954), первый руководитель Главспецстроя (до 1953 года — СУ № 565)[48];
2. Золотаревский Николай Иванович (1954—1981)[49];
3. Мартынов Валерий Васильевич (1981—1992)[50];
4. Туманов Александр Васильевич (30.11.1992—1997)[51][52];
5. Кошман Николай Павлович (16.07.1997—08.05.1998)[17][53];
6. Аброськин Николай Павлович (02.03.1999—22.04.2011)[54][55];
7. Нагинский Григорий Михайлович (22.04.2011—25.07.2013)[55][56];
8. Волосов Александр Иванович (25.07.2013—30.06.2017)[4][56].

## Ведомственные медали
- «За отличие в службе»
- «За безупречную службу»
- «50 лет Спецстрою России»
- «55 лет Спецстрою России»
- «40 лет ВТУ при Спецстрое России»
- «65 лет ВЭВУС при Спецстрое России»